# رانيا الكردي
رانيا الكردي، إعلامية ومغنية وممثلة أردنية، تؤدّي باللغتين العربية والإنجليزية. ولدت في (11 مارس 1976 لأب أردني وأم إنجليزية. سافرت إلى بريطانيا في عام 1991 للتدرب على احتراف التمثيل في كلية بارنيت للفنون ثم التحقت بمدرسة غيلدفورد للتمثيل في الفترة 1993-1996.

## العمل
عملت في بريطانيا كمقدمة برامج وممثلة حتى عام 1998 وعادت إلى الأردن بعدما تزوجت، وعملت في المسرح وبعد ذلك توجهت للتلفزيون الأردني لأنتاج وتقديم برامجها الخاصة مثل استمعوا للأطفال Tune Into Kids وبرنامج استعراض رانيا The Rania Show الذي كان يطرح أهم القضايا الاجتماعية الساخنة في الأردن وأصدرت ألبومها الأول «رانيا» في عام 2002 وقد كان مزيجا فريدا من الأسلوبين الشرقي والغربي، وبعد ذلك طلب منها أن تقدم برنامج سوبر ستار في لبنان وهو النسخة العربية لبرنامج Pop Idol الإنجليزي. وحققت مع سوبر ستار نجاحا كبيرا وبقيت تقدمه لموسمين متتاليين.
بعد ذلك عادت لتعمل على إصدار البومها الثاني «قولي ليه» في القاهرة هذه المرة وعرضت عليها البطولة المطلقة لفيلم الحاسة السابعة مع الممثل المصري أحمد الفيشاوي، وأصدرت البومها الثاني في عام 2005، كانت أهم أغانيه أغنية «شايف نفسك» التي بقيت في دائرة منافسة أفضل 20 أغنية لثلاثة أشهر متتالية، ثم أصدرت أغنية باللغتين العربية والإنجليزية اسمها «بحبك يا لبنان» ورصدت ريعها للمتضررين من الشعب اللبناني إبان القصف الإسرائيلي.

## البرامج التي قدمتها رانيا
- استمعوا للأطفال للتلفزيون الأردني عام 1998
- استعراض رانيا للتلفزيون الأردني عام 1999
- هولا فيرانو لتلفزيون أبو ظبي من لندن عام 2002
- سوبر ستار لتلفزيون المستقبل من 2002 - 2004
- السفر إلى ماليزيا لشبكة سي إن إن الأمريكية من عام 2006 - الآن

## رانيا في التمثيل
- 4 مسرحيات ناطقة باللغة الإنجليزية: House of Bernada Alba - Sister my Sister - Hotel Baltimore - Playhouse Creatures في عام واحد 1996 - 1997 في إنجلترا.
- مسلسل البحث عن صلاح الدين بدور الأميرة جوانا أخت الملك ريتشارد قلب الأسد من إخراج نجدة إسماعيل أنزور.
- فيلم الحاسة السابعة كوميدي رومانسي بالاشتراك مع أحمد الفيشاوي عام 2005.
- فيلم رحلة إلى كافيرستان عام 2001 بدور ريا هاكين.
- مسلسل كوميدي رانيا شو 2013 .

## أغاني رانيا
- ما بتزهق كلمات وألحان: عنان محمد 2002
- سجين آلامك كلمات: رانيا الكردي ألحان: قاسم صابونجي 2002
- أنا الغريق كلمات: مراد بشناق ألحان: مراد وجدي 2002
- كان ياما كان كلمات: عنان محمد ألحان: مراد بشناق 2002
- سؤال كلمات: علي بتيري ألحان: قاسم صابونجي 2002
- راهنت عليك كلمات: عنان محمد ألحان: قاسم صابونجي 2002
- تجرأ كلمات: رانيا الكردي ألحان: قاسم صابونجي 2002
- Statue Of Love بالإنجليزية كلمات: فيكتوريا جوكس ألحان: طارق يونس 2002
- قولي ليه كلمات وألحان: طلال قنطار 2006
- إصفالي كلمات: خالد تاج الدين ألحان: عمرو مصطفى 2006
- كلمتك كتير كلمات: خالد تاج الدين ألحان: عمرو مصطفى 2006
- شوف الحب كلمات وألحان: إلياس الرحباني 2006
- سيب الناس تقول كلمات: سلطان صلاح ألحان: خالد عز 2006
- بشتاق كلمات: إسلام مخلوف ألحان: أحمد مخلوف 2006
- ناقص فيَ إيه؟ كلمات: سمير زكي ألحان: هاني يعقوب 2006
- جاني قلبك كلمات: إسلام مخلوف ألحان: أحمد مخلوف 2006
- مالك زي كلمات: خالد تاج الدين ألحان: عمرو مصطفى 2006
- شايف نفسك كلمات: خالد تاج الدين ألحان: عمرو مصطفى 2006
- أبو يوسف مع زغرت Zgurt أغنية راب كوميدي عربي
- إلى الأبد بالإنجليزية مع أديب درحلي ألحان: أديب كلمات: رانيا وأديب
- حبيتك يا لبنان باللغتين العربية والإنجليزية كلمات وألحان: طلال قنطار وخصص ريعها للمتضررين من القصف الإسرائيلي على لبنان 2006.

## وصلات خارجية
- رانيا الكردي على موقع IMDb (الإنجليزية)
- رانيا الكردي على موقع قاعدة بيانات الأفلام العربية
- رانيا الكردي على موقع ميوزك برينز (الإنجليزية)
- رانيا الكردي على موقع قاعدة بيانات الفيلم (الإنجليزية)